# Melanotus testaceus
Melanotus testaceus là một loài bọ cánh cứng trong họ Elateridae. Loài này được Melsheimer miêu tả khoa học năm 1846.